# Цику Артур Віталійович
Арту́р Віта́лійович Цику — солдат Збройних сил України; учасник російсько-української війни.

## З життєпису
Проживав у Доманівському районі. Станом на 2022 рік — патрульний поліцейський у Миколаївській області.

## Нагороди
31 жовтня 2014 року за особисту мужність і героїзм, виявлені у захисті державного суверенітету та територіальної цілісності України, вірність військовій присязі під час російсько-української війни, відзначений — нагороджений орденом «За мужність» III ступеня.